# Frauenstein (Austria)
Frauenstein è un comune austriaco di 3 645 abitanti nel distretto di Sankt Veit an der Glan, in Carinzia. È stato istituito nel 1973 con la fusione dei comuni soppressi di Kraig, Obermühlbach e Schaumboden e di parte di quelli di Pisweg e Sankt Georgen am Längsee; capoluogo comunale è Kraig.

## Monumenti e luoghi d'interesse
- Castello di Hunnenbrunn, nell'omonima località comunale.